# Artàban IV de Pàrtia
Artàban IV (en part 𐭍𐭐𐭕𐭓 Ardawān) va ser rei pretendent de Pàrtia cap a l'any 80 i fins potser el 90. Era germà de Vologès II i fill de Vologès I de Pàrtia.
Es va revoltar contra el rei Pacoros II als voltants de l'any 80 i va emetre moneda on apareix amb el nom d'Arsaces Artabanus. Finalment Pacoros el va derrotar.
És probablement el mateix rebel Artàban que s'esmenta l'any 119 i que va ser derrotat en pocs mesos per Osroes I.